# NBSB-competitie
De NBSB-competitie is de competitie voor schaakverenigingen die zijn aangesloten bij de Noord-Brabantse Schaakbond. De competitie wordt ook door deze bond georganiseerd.
Op alle niveaus wordt er een halve competitie gespeeld. Dit wil zeggen, dat alle verenigingen slechts één keer tegen elkaar spelen. Tijdens een wedstrijd spelen de schaakverenigingen in teams van vier, zes of acht tegen elkaar. De thuisspelende ploeg heeft wit op de even-borden. Meestal één keer per maand is er een competitiewedstrijd. Meestal worden deze gehouden vanaf september tot en met april van het volgende kalenderjaar.
De NBSB-competitie kent twee vormen. Een avondcompetitie en een zaterdagcompetitie. Alleen bij de zaterdagcompetitie is promotie naar de KNSB-competitie mogelijk.

## Zaterdagcompetitie

### Promotieklasse
Het hoogste niveau van de zaterdagcompetitie is de promotieklasse. In deze klasse spelen tien teams van acht spelers. De kampioen van de promotieklasse mag zich het volgende seizoen inschrijven voor de KNSB-competitie. De nummers negen en tien degraderen naar de Eerste Klasse.

### Eerste Klasse
De Eerste Klasse bestaat uit twee poules van tien teams van acht spelers. Aan het eind van het seizoen hebben de twee kampioenen van de competitie hebben het recht om te promoveren naar de Promotieklasse. Bij de eindstand zullen de nummers negen en tien degraderen naar de Tweede Klasse.

### Tweede Klasse
De Tweede Klasse bestaat uit vier poules van acht ploegen die elk met acht spelers de wedstrijden spelen. De vier kampioenen promoveren naar de Eerste Klasse. De nummers acht degraderen rechtstreeks naar de Derde Klasse. De beste nummer zeven handhaaft zich, terwijl de drie slechtste nummers zeven ook degraderen.

### Derde Klasse
De overige ploegen die zich inschrijven met teams van acht spelers worden ingedeeld in de Derde Klasse. Degradatie uit deze competitie is niet mogelijk. De kampioenen promoveren naar de Tweede Klasse. Van de nummers twee promoveren net zoveel teams om het aantal promovendi even groot te maken met het aantal degradanten.

### Vierde Klasse
Ploegen die zich inschrijven, met teams van zes, worden ingedeeld in de Vierde Klasse. Deze klasse kent geen promotie en degradatie. In seizoen 2010/2011 was het animo voor deze competitie zodanig laag, dat er hiervoor geen indeling meer is gemaakt.

### Promotie / Degradatie
Het aantal promotie- en degradatieplekken is ook afhankelijk van het aantal NBSB-degradanten uit de KNSB-competitie. Door de regiospreiding van de KNSB-competitie kunnen maximaal drie NBSB-ploegen degraderen.
Sinds het jaar waarin de KNSB-competitie is gescheiden van de regionale competities degraderen er geen KNSB-teams naar de hoogste klasse van de regionale competitie. Onderstaand schema is derhalve niet meer juist.
|                | 0 degradanten | 1 degradant   | 2 degradanten | 3 degradanten  |
| -------------- | ------------- | ------------- | ------------- | -------------- |
| Promotieklasse | 1 degradant   | 2 degradanten | 3 degradanten | 4 degradanten  |
| Eerste Klasse  | 3 degradanten | 4 degradanten | 5 degradanten | 6 degradanten  |
| Tweede Klasse  | 7 degradanten | 8 degradanten | 9 degradanten | 10 degradanten |

## Avondcompetitie
De avondcompetitie kent twee niveaus, A en B. Niveau A kent drie parallelle groepen, A1, B1 en C1. De kampioenen van deze groepen spelen aan het eind van het seizoen een halve competitie om de Brabants kampioen aan te wijzen. Bij deze competitie is promotie naar de KNSB-competitie niet mogelijk. Deelname aan deze competitie is voor iedereen toegestaan, mits de speler lid is van een vereniging welke is aangesloten bij de NBSB. Ook maakt het niet uit, of een speler voor de vereniging of een andere vereniging in de KNSB-competitie speelt. Het tweede niveau betreft ook parallelle groepen, waarbij de kampioenen promoveren naar het eerste niveau.
De speelavond van de avondcompetitie is de speelavond van de thuisspelende ploeg. Dat wil dus zeggen, dat de wedstrijden niet tegelijkertijd gespeeld hoeven te worden. De avondcompetitie wordt gespeeld in teams van vier personen.

## Bekercompetitie
De NBSB Bekercompetitie is een bekercompetitie voor viertallen. Elke aangesloten vereniging mag slechts een team inschrijven. De verenigingen in deze competitie zijn verdeeld over twee poules, West en Oost. De winnaar van deze competitie plaatst zich voor de KNSB-bekercompetitie het seizoen erop. De wedstrijden worden gespeeld op de clubavond van de thuisspelende ploeg.

### Bepalen van de uitslag
Na afloop van alle partijen worden alle behaalde punten bij elkaar opgeteld. De vereniging met de meeste bordpunten gaat door naar de volgende ronde, de verliezende partij is uitgeschakeld en heeft tijdens het lopende toernooi geen kans meer om de NBSB-bekercompetitie te winnen. Mocht een wedstrijd eindigen in een 2-2 gelijk spel, dan vervalt het laagste bord. Is de stand gelijk, dan is het tweede bord beslissend. Bij vier remises moet er van tevoren afgesproken worden, of er een partij snelschaak of geloot wordt.